# Tarantella (compañía de software)
Tarantella era una compañía de software con base en Santa Cruz (California).
Antes del año 2001 la compañía era conocida como The Santa Cruz Operation (SCO), siendo bastante notoria por sus tres variantes de Unix para procesadores Intel x86: Xenix, SCO UNIX (posteriormente conocido como SCO OpenServer), y UnixWare. 
SCO fue fundada en 1978 por Doug Michels y su padre Larry Michels.
El 13 de julio de 2005, Tarantella fue adquirida por Sun Microsystems por US$ 25,000,000. Tarantella existe ahora sólo como una división de esta compañía.